# Calvert-Expedition

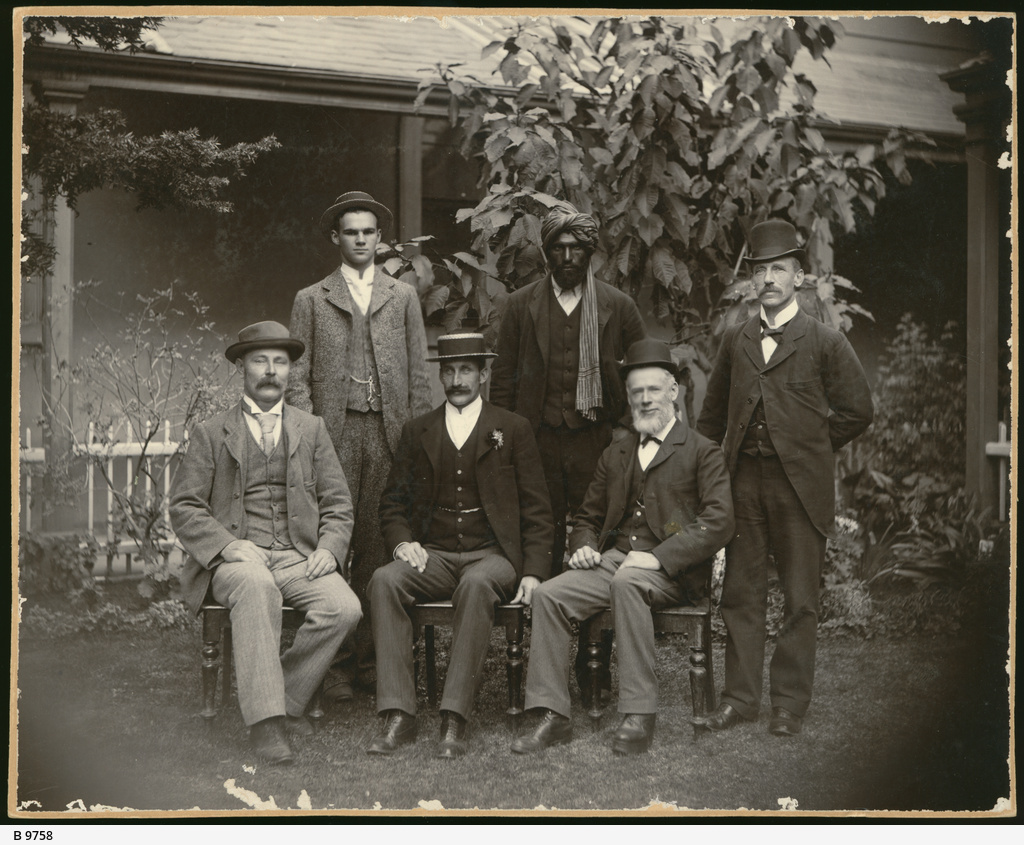
Stehend von links: GL Luca, Dervish Bejah, Alexander Thomas Magarey (kein Expeditionsmitglied), sitzend von links: Lawrence Allen Wells, Charles Frederick Wells und George Keartland

Die Calvert-Expedition  (Calvert Scientific Exploring Expedition) führte in den Jahren von 1896 bis 1897 durch das zentrale und nördliche Western Australia. Als die Expedition wegen Wassermangels und kranker Kamele in Schwierigkeiten geriet, verließen zwei Teilnehmer die Gruppe auf der Suche nach einem Ort und kamen dabei ums Leben.

## Auftrag und Teilnehmer
Der Name der Expedition geht auf Albert Frederick Calvert zurück, einen in London lebenden Bergbauingenieur und mehrfachen Buchautor, der die Expedition der Royal Geographical Society of Australasia von South Australia vorschlug und finanzieren wollte. Neben einem kartografischen Auftrag sollten auch Spuren des verschollenen Entdeckungsreisenden Ludwig Leichhardt und eine Route für Viehtreiber vom Northern Territory  bis in die westlichen Goldfelder Australiens gefunden werden.
Lawrence Allen Wells wurde zum Expeditionsführer ernannt, weitere Expeditionsteilnehmer waren sein Cousin Charles Wells als stellvertretender Expeditionsführer, George Jones, ein Mineraloge und Fotograf, George Arthur Keartland, ein Naturforscher und James Trainor mit den afghanischen Kameltreibern Dervish Bejah und Said Ameer.

## Verlauf

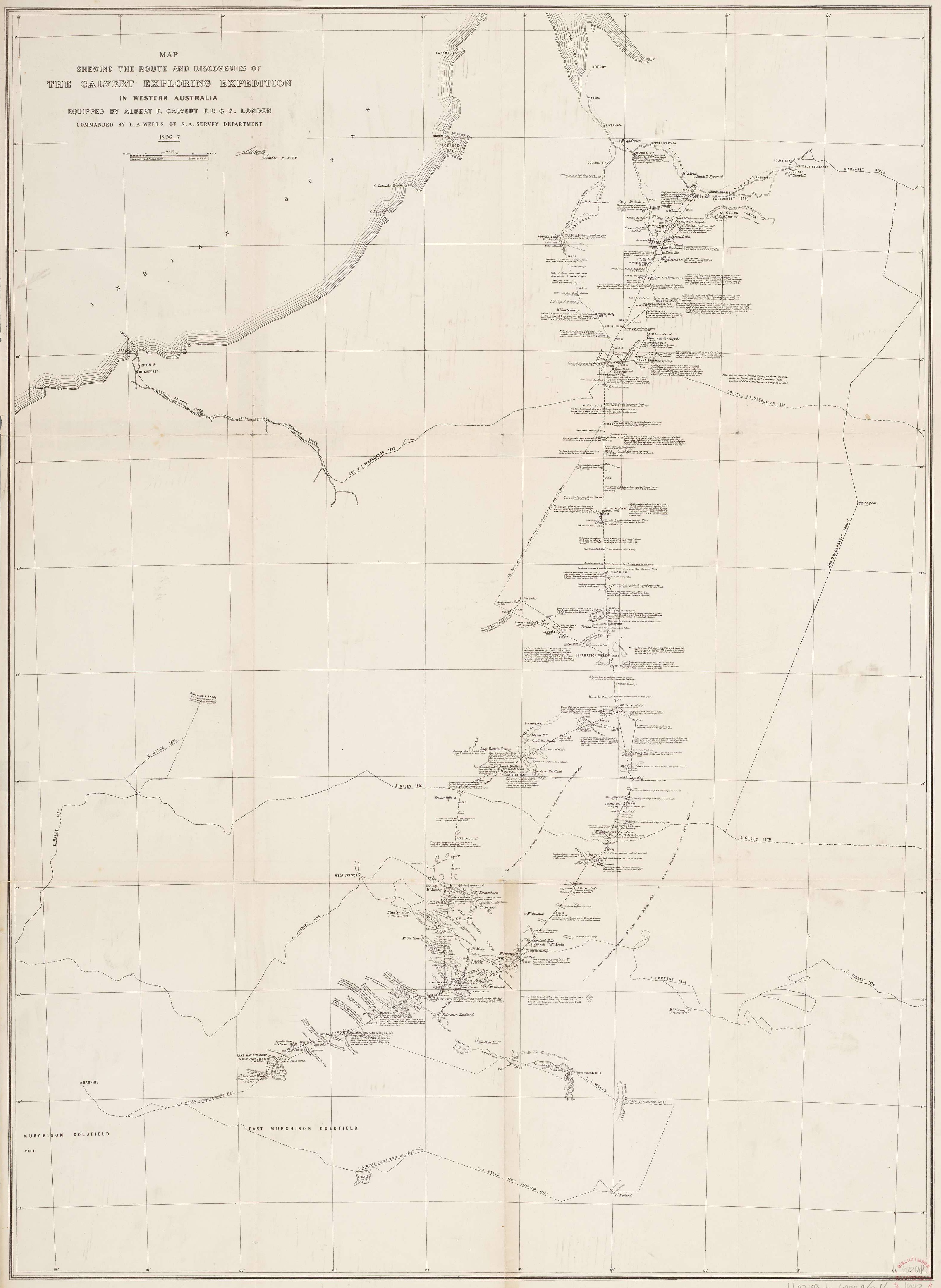
Karte des Expeditionsverlaufs (1902)

Die Expedition startete am 13. Juni 1896 mit 20 Kamelen in Mullewa in Western Australia nordwärts in Richtung Fitzroy River,  einen Ort in den westlichen Kimberleys. Am 21. Juli erreichte sie das Ende des bisher erkundeten Gebiets und der bekannten Wasserstellen sowie Anfang August die Great Sandy Desert. Dort begannen die Probleme, sie fanden kein Wasser und Kamele erkrankten, weil sie giftige Pflanzen fraßen. Im Oktober teilte sich die Expedition auf, Lawrence Wells und George Jones machten sich auf den Weg, einen Ort zu finden, der in ihrer Karte eingetragen war. Anschließend wollten sie wieder zur Hauptgruppe stoßen, doch der eingetragene Ort stellte sich als Kartenfehler heraus, es gab ihn dort nicht. Als die Hauptexpedition am 9. November den Weg von Derby nach Fitzroy Crossing erreichte, war ihr Überleben gesichert. In Derby sandte Charles Wells ein Telegramm an die Royal Geographical Society of Australasia und teilte mit, dass zwei Expeditionsmitglieder vermisst werden. Am 13. November erreichte die Hauptgruppe ihr Ziel, die Quanbun Station. Die Royal Society teilte mit, keine Kunde von einem Eintreffen der beiden vermissten Expeditionsteilnehmer zu haben. Danach starteten mehrere Suchexpeditionen, von denen eine die mumifizierten Leichen am 27. Mai 1897 fand. Durch das aufgefundene Tagebuch des George Jones, konnten Todestermin und Todesursache nachvollzogen werden. Beide wollten zur Hauptgruppe zurück, waren deren Spuren gefolgt, konnten sie nicht mehr erreichen und waren um den 21. November 1896 in der Folge von Wassermangel und extremer Hitze gestorben. Ihre Körper wurden nach Adelaide transportiert, wo sie in einer staatlich organisierten Beerdigung am 18. Juli 1897 beigesetzt wurden.

## Nachspiel
Albert Calvert konnte die angefallenen Kosten der Expedition nicht tragen und Regierungen von South Australia und Western Australia mussten dafür eintreten. Charles Wells wurde in der Presse einer starken Kritik unterzogen, obwohl ihn eine parlamentarische Untersuchung von Schuld freisprach.